# 1906 a filmművészetben

## Események
- december 26. – Bemutatták a világ első játékfilmjét, a The Story of the Kelly Gang-ot.
- Budapesten Borhegyi János megnyitja az Erzsébet körút második moziját, az Olympiát (ma Hunnia).

## Filmbemutatók
- The Dream of a Rarebit Friend
- Humorous Phases of Funny Faces

## Születések
| Hónap      | Nap | Név                     | Szakma                                 | Meghalt |
| január     | 12  | Caj Csu-seng            | filmrendező, producer, forgatókönyvíró | 1968    |
| január     | 14  | William Bendix          | színész                                | 1964    |
| január     | 20  | Bálint György           | színész, rendező                       | 1995    |
| január     | 24  | Barsy Béla              | színész                                | 1968    |
| január     | 25  | Alessandro Cicognini    | zeneszerző                             | 1995    |
| február    | 5   | John Carradine          | színész                                | 1988    |
| február    | 7   | Colette Darfeuil        | színésznő                              | 1998    |
| február    | 10  | Lon Chaney Jr.          | színész                                | 1973    |
| február    | 17  | Mary Brian              | színésznő                              | 2002    |
| február    | 21  | Jeanne Aubert           | színésznő, énekes                      | 1988    |
| február    | 26  | Madeleine Carroll       | színésznő                              | 1987    |
| március    | 1   | Camilla Spira           | színésznő                              | 1997    |
| március    | 6   | Lou Costello            | humorista, színész                     | 1959    |
| március    | 11  | Bánhidi László          | színész                                | 1984    |
| április    | 22  | Eddie Albert            | színész                                | 2005    |
| április    | 26  | Renate Müller           | színésznő                              | 1937    |
| május      | 1   | Josephine Dunn          | színésznő                              | 1983    |
| május      | 3   | Mary Astor              | színésznő                              | 1987    |
| május      | 8   | Roberto Rossellini      | rendező                                | 1977    |
| május      | 18  | Balázs Samu             | színész                                | 1981    |
| május      | 19  | Bruce Bennett           | színész                                | 2007    |
| május      | 21  | Lola Lane               | énekes, színésznő                      | 1981    |
| május      | 28  | Wolf Albach-Retty       | színész                                | 1967    |
| május      | 30  | Lyda Roberti            | színésznő                              | 1938    |
| június     | 21  | Helene Costello         | színésznő                              | 1957    |
| június     | 22  | Billy Wilder            | rendező, forgatókönyvíró               | 2002    |
| június     | 26  | Alberto Rabagliati      | énekes, színész                        | 1974    |
| július     | 3   | George Sanders          | színész                                | 1972    |
| július     | 31  | Vera Petrovna Mareckaja | színésznő                              | 1978    |
| augusztus  | 5   | John Huston             | rendező, színész                       | 1987    |
| augusztus  | 5   | Joan Hickson            | színésznő                              | 1998    |
| augusztus  | 9   | Dorothy Jordan          | színésznő                              | 1988    |
| augusztus  | 18  | Marcel Carné            | filmrendező, forgatókönyvíró           | 1996    |
| augusztus  | 29  | Lurene Tuttle           | színésznő                              | 1986    |
| augusztus  | 30  | Joan Blondell           | színésznő                              | 1979    |
| szeptember | 4   | Dita Parlo              | színésznő                              | 1971    |
| szeptember | 10  | Somogyi Erzsi           | színésznő                              | 1973    |
| szeptember | 11  | Antoni Bohdziewicz      | filmrendező, forgatókönyvíró           | 1970    |
| szeptember | 15  | Jacques Becker          | rendező                                | 1960    |
| szeptember | 20  | Jean Dréville           | filmrendező                            | 1997    |
| október    | 6   | Janet Gaynor            | színésznő                              | 1984    |
| október    | 9   | Wolfgang Staudte        | színész, filmrendező, forgatókönyvíró  | 1984    |
| november   | 2   | Luchino Visconti        | filmrendező                            | 1976    |
| november   | 14  | Louise Brooks           | színésznő                              | 1985    |
| december   | 5   | Otto Preminger          | rendező, producer                      | 1986    |
| december   | 6   | Onest Conley            | színész                                | 1989    |
| december   | 8   | Ruttkay Mária           | színésznő                              | 1988    |
| december   | 25  | Lew Grade               | producer                               | 1998    |
| december   | 27  | Oscar Levant            | zeneszerző, forgatókönyvíró, színész   | 1972    |
| december   | 27  | Erwin Geschonneck       | színész                                | 2008    |
| december   | 30  | Carol Reed              | rendező                                | 1976    |